# Xã Springfield, Quận Franklin, Indiana
Xã Springfield (tiếng Anh: Springfield Township) là một xã thuộc quận Franklin, tiểu bang Indiana, Hoa Kỳ. Năm 2010, dân số của xã này là 1.156 người.